# Cratere Secchi (Marte)
Secchi è un cratere sulla superficie di Marte.
Il cratere è dedicato all'astronomo italiano Angelo Secchi.